# Afton, Iowa
Afton är en ort i Union County i Iowa. Vid 2010 års folkräkning hade Afton 874 invånare.